# Le Mariage du Ciel et de l'Enfer
Le Mariage du Ciel et de l'Enfer is een muziekalbum van de Franse avant garde rockgroep Art Zoyd, dat in 1985 verscheen. Het dubbelalbum bevat muziek die oorspronkelijk voor een ballet van Roland Petit werd gecomponeerd. Het ballet ging in juni 1984 in première in Milaan, werd in oktober in Zwitserland opgenomen en tijdens de winter in België gemixt; de lente erna verscheen het dan in Frankrijk op plaat. De titel is afkomstig van "The Marriage of Heaven and Hell", een boek van de Engelse poëet William Blake.
Het album brengt een menging van moderne klassieke muziek en free jazz in een rustige, duistere sfeer.

## Tracks
1. "Sortie 134 - Part 1" - 11:00 (Thierry Zaboitzeff)
2. "Cryogenèse - rêve artificiel" - 18:12 (Gerard Hourbette)
3. "IO 1" - 03:51 (Thierry Zaboitzeff)
4. "IO 2" - 02:15 (Thierry Zaboitzeff)
5. "IO 3" 05:15 (Thierry Zaboitzeff)
6. "Mouvance 2" - 03:34 (Gerard Hourbette)
7. "Mouvance 1" - 05:54 (Gerard Hourbette)
8. "Cryogenèse - Les portes du futur" - 14:30 (Gerard Hourbette)
9. "Sortie 134 - Part 2" - 03:48 (Thierry Zaboitzeff)

## Bezetting
- Patricia Dallio: elektrische piano, piano, keyboards
- Gérard Hourbette: altviool, viool, elektrische piano, piano, keyboards, percussie
- Jean-Pierre Soarez: trompet, percussie
- Thierry Zaboitzeff: basgitaar, cello, stemmen, tapes, keyboards, percussie
- Didier Pietton: sopraansaxofoon